# The Romance of a Handkerchief
The Romance of a Handkerchief  è un cortometraggio muto del 1915 diretto da Van Dyke Brooke.

## Produzione
Il film fu prodotto dalla Vitagraph Company of America.

## Distribuzione
Distribuito dalla General Film Company, il film - un cortometraggio in una bobina - uscì nelle sale cinematografiche statunitensi il 9 settembre 1915.